# 인목대비 (영화)
"인목대비"는 1962년 공개된 대한민국의 영화이다.

## 배역
- 조미령 : 인목대비 김씨 역

선조 이연의 재혼 계배 부인.
- 이민자 : 상궁 김개시 역

광해군 이혼의 측실.
- 허장강 : 광해군 이혼 역

선조 이연의 둘째 서자.
- 신영균 : 능양군 이종 역

선조 이연의 서손. 그의 아버지는 진즉에 병으로 죽은 원종 정원대원군 이부.
- 김승호 : 임해군 이진 역

선조 이연의 첫째 서자.
- 최남현 : 선조 이연 역

조선 제14대 군주.
- 김동원 : 김제남 역

선조 이연의 재혼 계배 장인.
- 김희갑 : 김유 역

계해년도 당시의 인조 반정 공신.
- 양훈 : 김경징 역

김유의 장남.
- 방수일 : 장 서방(다롱 아범) 역

김유의 사위. 몰락한 지역 토착 향반 집안의 후손으로 여덟 살 연하의 순천 김씨 부인(배우자)과 사이에 외동아들(장다롱)이 있으며 그의 여섯살이 어린 손윗처남은 김경징.
- 장동휘 : 유희분 역

광해군 이혼의 총신.
- 유계선

- 황정순

- 주증녀

- 전계현

- 한은진

- 이빈화

- 전영선

- 변기종

- 주선태

- 최성호

- 박노식

- 이룡

- 황해

- 이업동

- 박경주

- 김칠성

- 박암

- 최삼

- 문미봉